# Parnassius szechenyii
Parnassius szechenyii är en fjärilsart som beskrevs av Imre Frivaldszky 1886. Parnassius szechenyii ingår i släktet Parnassius och familjen riddarfjärilar. Inga underarter finns listade i Catalogue of Life.

## Bildgalleri

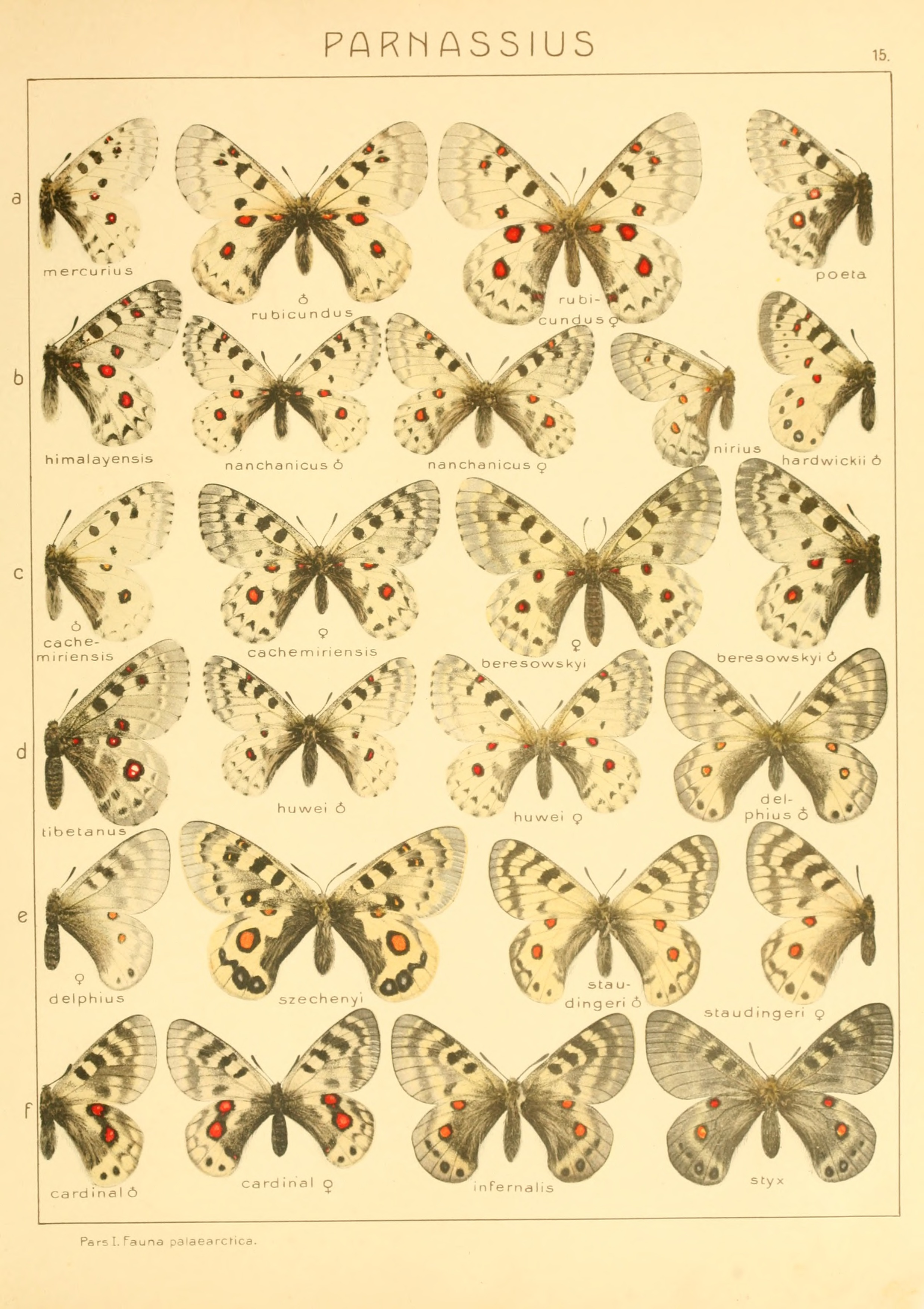